# برائولیو موسو
برائولیو موسو (اسپانیایی: Braulio Musso‎؛ زادهٔ ۸ مارس ۱۹۳۰) بازیکن فوتبال اهل شیلی بود.

## باشگاهی
از باشگاه‌هایی که در آن بازی کرده‌است می‌توان به باشگاه فوتبال یونیورسیداد شیلی اشاره کرد.

## تیم ملی
وی همچنین در تیم ملی فوتبال شیلی بازی کرده‌است.